# 李士松
李士松（1961年—），加拿大政治人物，2001年至2013年間以卑詩自由黨黨員身份擔任卑詩省議會和平河南選區議員，期間在省長金寶爾和簡蕙芝內閣中擔任數項廳長職務。他在此前後曾涉足卑詩省道森克里克市政，1996年至2001年任職該市市長，並曾兩度出任該市市議員。

## 生平
李士松於1961年在薩克其萬省北貝特爾福德出生，同年隨家人遷居卑詩省北部內陸道森克里克，中學畢業後於1979年加入卑詩電話公司任職安裝及維修員。他與妻子維琪（Vicki）於1982年結婚，兩人育有兩女。他於1993年當選道森克里克市議員，再於1996年市選中當選該市市長，1999年市選連任，期間從1999年至2000年出任卑詩省北中部市政協會總裁。
他於2001年省選代表卑詩自由黨競逐和平河南選區議席並告當選，首度晉身省議會。2005年省選他連任該區省議員，2008年6月獲省長金寶爾任命為社區發展廳長，2009年1月則調任能源、礦務及石油資源廳長，接替請辭的呂偉程。他於2009年省選連任後留任該廳長職務。
2010年6月11日，李士松宣布因省府推行合併銷售税而辭任廳長並退出自由黨黨團，後以獨立議員身份議政。他過去曾支持該項政策，但他有感自由黨政府在此議題上未有充分聆聽省民訴求，因而選擇引退。金寶爾最終因合併銷售税風波而辭任省長和自由黨黨魁，2011年初由簡蕙芝繼任。李士松於2011年3月3日重返自由黨黨團，再於同月14日獲簡蕙芝任命為運輸及基礎建設廳長。他於2012年9月4日宣布不會在翌年省選中競逐連任，翌日被撤掉內閣職務。
他於2013年5月省議員任期屆滿時卸任，同年9月獲HD礦務國際有限公司聘用為顧問。2018年市選他再度當選道森克里克市議員，2020年2月則辭去議席並改任該市首席行政官，直至2022年12月退休為止。

## 外部連結
- 维基共享资源上的相關多媒體資源：李士松
- （英文）卑詩省議會網站 李士松議員簡介 （页面存档备份，存于）